# لوم

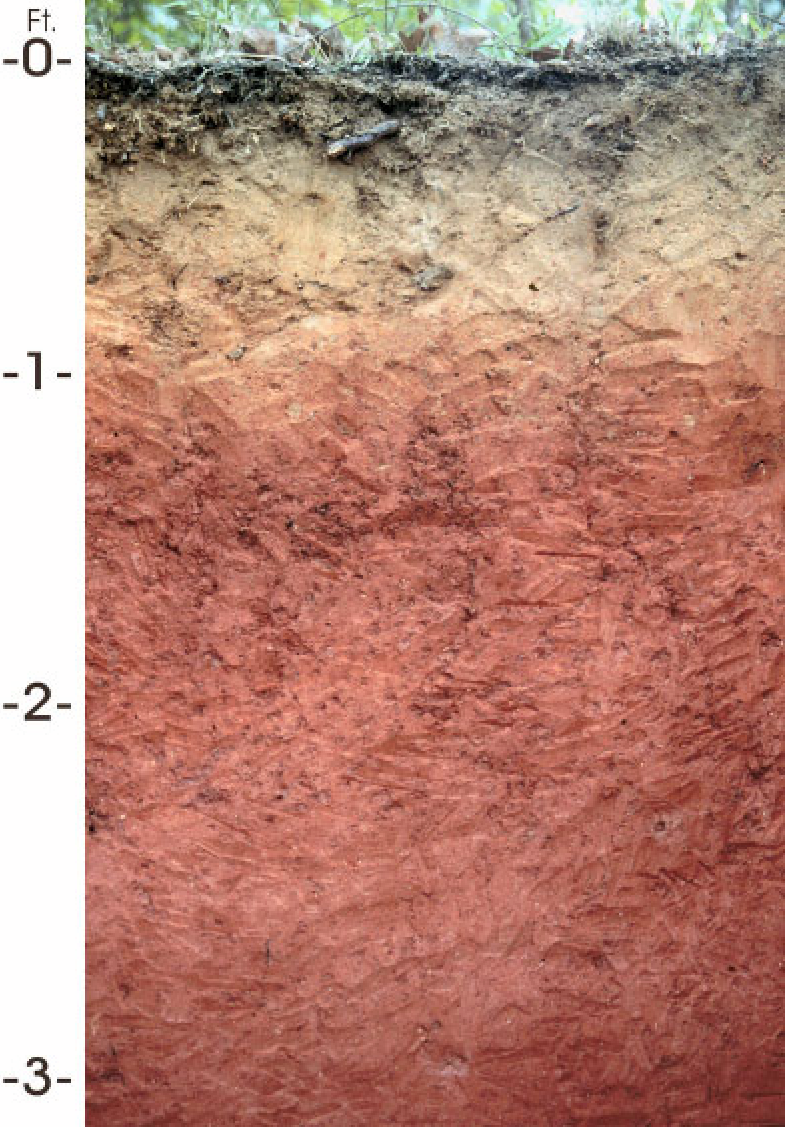
سه لایه لوم زیرسطحی: لایه سطحی لوم ماسه‌ای به رنگ قهوه‌ای تیره، لایه زیرسطحی لوم ماسه‌ای قهوه‌ای کم‌رنگ و لایه زیرین لوم رسی سرخ و لوم رسی ماسه‌ای است.

لوم (به انگلیسی: Loam) یا ابلیز نوعی خاک است که بخش عمده آن از ترکیب ماسه (اندازه دانه > ۶۳ µm)، لای (سیلت) (اندازه دانه > ۲ µm) و مقدار کمی رس (اندازه دانه < ۲ µm) پدید آمده باشد. بر پایه وزن، ترکیب کانی‌های ماسه، رس و لای در این نوع خاک به ترتیب حدود ۴۰، ۴۰ و ۲۰ درصد است. این نسبت ممکن است در موارد مختلف تغییر کرده و انواع مختلف خاک‌های لومی مانند لوم ماسه‌ای، لوم سیلتی، لوم رسی، لوم رسی ماسه‌ای، لوم رسی سیلتی و لوم را پدید بیاورد.

## نگارخانه

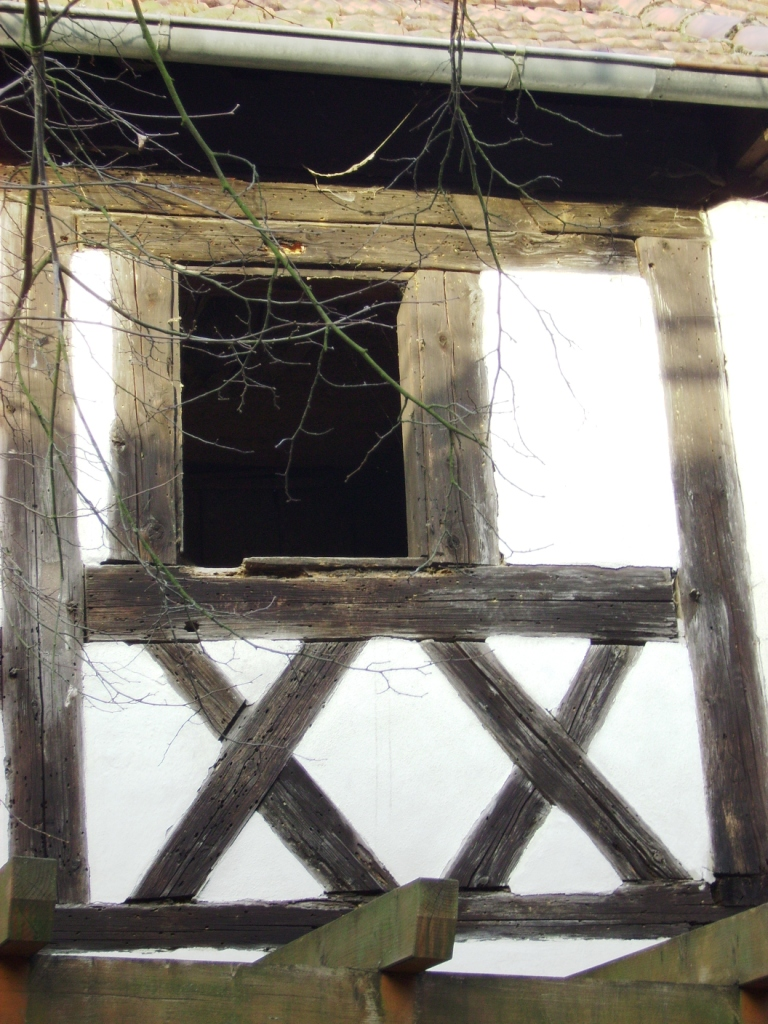
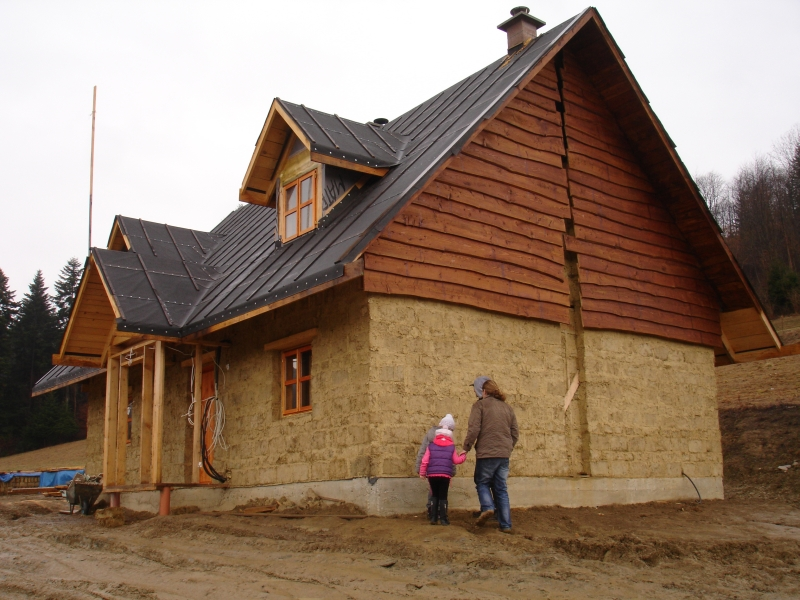
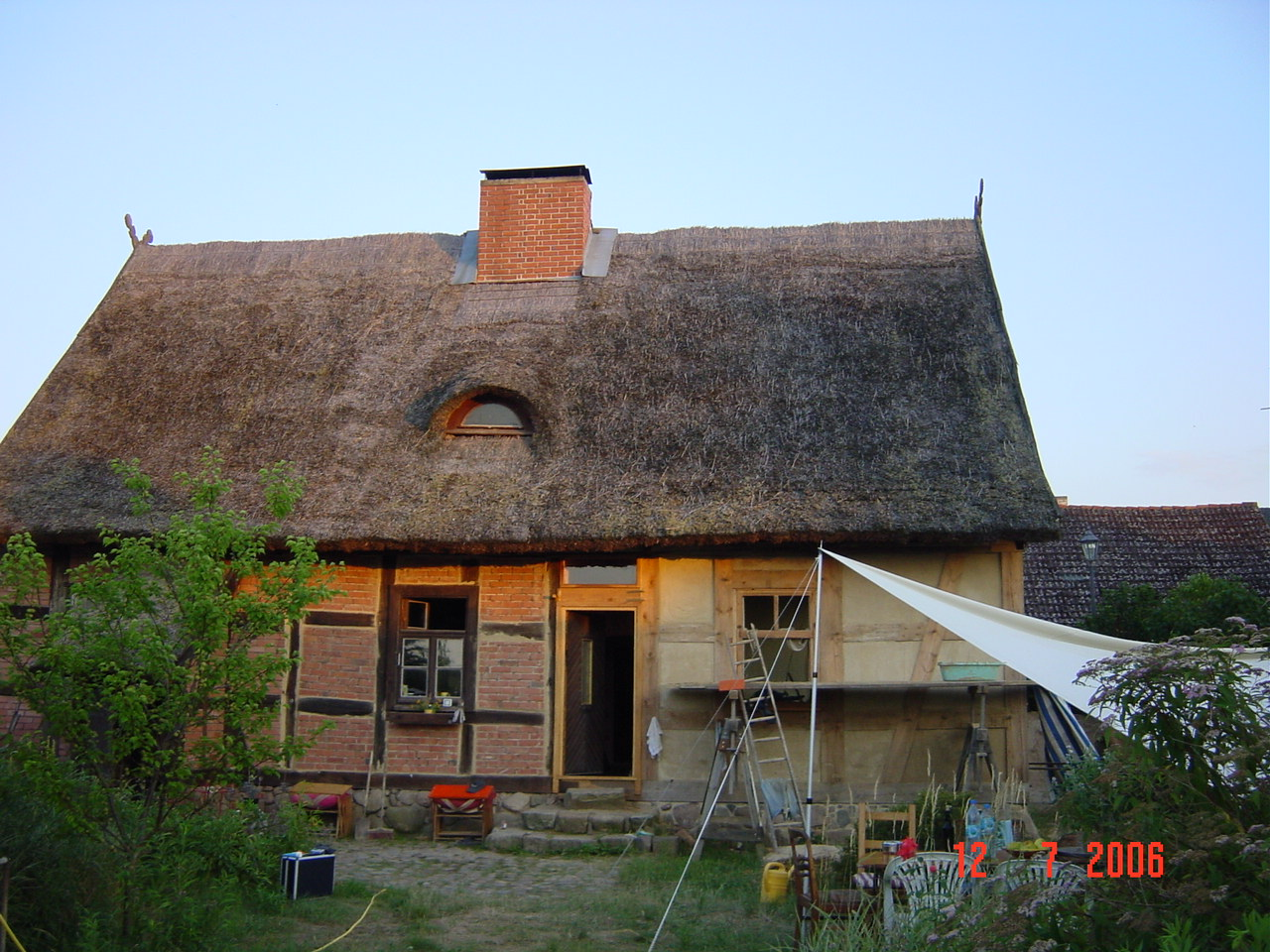